# GNOME Files
GNOME Files — официальный файловый менеджер для среды рабочего стола GNOME. Интерфейс GNOME Files очень похож на интерфейс Thunar (официальный файловый менеджер среды Xfce). Ранее GNOME Files имел название Nautilus, в котором присутствует игра слов, связанная с изображением раковины моллюска наутилуса для представления оболочки операционной системы (англ. shell — это и раковина, и оболочка ОС).
Nautilus был главным продуктом уже не существующего Eazel Inc. Выпускается под GPL и является свободным программным обеспечением.

## История
- Версия 1.0 — выпущена 13 марта 2001 и была включена в GNOME 1.4[3][4]. Nautilus заменил Midnight Commander.
- Версия 2.0 — переход на GTK+ 2.0. Nautilus стал файловым менеджером по умолчанию.
- Версия 2.2 — изменения для лучшей совместимости с Human interface guidelines (HIG).
- Версия 2.4 — изменён каталог рабочего стола на ~/Desktop (~ — домашний каталог пользователя) для совместимости со стандартами freedesktop.org.

- В версии, включённой в GNOME 2.6, интерфейс был изменён на «пространственный»[5]. «Классический» (браузерный) интерфейс всё ещё доступен через значок картотечного блока в меню GNOME, с помощью опции Правка → Параметры → Поведение (Edit → Preferences → Behavior) в меню Nautilus, в контекстном меню папки и при использовании ключа --browser при запуске через выполнение команды или командный интерпретатор. В некоторых дистрибутивах Linux режим просмотра в виде браузера установлен по умолчанию.

- GNOME 2.14 представил версию Nautilus с усовершенствованным поиском, интегрированной опциональной поддержкой локального поисковика Beagle и возможностью сохранять результаты поиска как виртуальные папки[6][7].

- Начиная с GNOME 2.22 Nautilus перенесён на GVFS — виртуальную файловую систему, призванную заменить устаревшую GnomeVFS.

- В версии 2.24 появились некоторые новые возможности: интерфейс с вкладками и улучшенная поддержка завершения командной строки по клавише Tab ↹.
- В версии 2.30 был возвращён[8] «Классический» (браузерный) интерфейс по умолчанию.
- Версия 3.0 — переход на GTK+ 3.0, улучшен интерфейс (тулбар объединён с адресной строкой, переделана боковая панель, в обычном режиме скрыта строка состояния).
- Версия 3.2 — множественные исправления багов и расширение функционала движка скриптов.
- Версия 3.4 — добавлены контроллеры списков.
- Версия 3.5 — обновление интерфейса, убрано множество дополнительных функций.
- Версия 3.6 — обновленный дизайн пользовательского интерфейса, символический значок боковой панели, новые функции поиска, удаление многих функций, таких как настройка фона окна, эмблем, режим разделения панели, пространственный режим, сценарии, режим компактного просмотра и древовидный вид. Имя приложения Nautilus было переименовано в Files, хотя в некоторых дистрибутивах оно по-прежнему называется Nautilus[9]. Эти важные изменения вызвали много критики, и различные производители, такие как Linux Mint, решили разветвить версию 3.4[10][11].
- Версия 3.8 — новая возможность просмотра файлов и папок в древовидном режиме, новый элемент «Подключиться к серверу» на боковой панели и инкрементный поиск[англ.][12].
- Версия 3.10 — обновление дизайна пользовательского интерфейса, в котором заголовки и панели инструментов были объединены в один элемент, называемый панелями заголовков.
- Версия 3.18 — интеграция с настройками Google Диска[13][14] и GOA (gnome-online-accounts)[15].

## Возможности
С помощью GVFS GNOME Files позволяет просматривать FTP-сайты, расшаренные Windows SMB-ресурсы, файловые системы мобильных телефонов по протоколу ObexFTP, Files transferred over shell protocol, HTTP-, WebDAV- и SFTP-сервера как локальные файловые системы.
GNOME Files поддерживает предварительный просмотр в иконках для текстовых файлов, изображений, звуковых или видеофайлов (для этого используется GNOME Videos). Аудиофайлы просматриваются (с помощью GStreamer), когда курсор находится над ними.
GNOME Files использует оригинальные векторизованные значки, разработанные Сьюзен Кэр.
В GNOME Files поддерживаются закладки, фон окон, эмблемы, примечания, скрипты дополнений и пользователь может выбрать представление в виде иконок, списка или компактного списка. GNOME Files сохраняет историю посещённых папок, подобно многим веб-браузерам, предоставляя простой доступ к ранее посещённым папкам.
Используя библиотеку GIO, GNOME Files отслеживает изменения локальных файлов в режиме реального времени, устраняя потребность вручную обновлять экран. GIO поддерживает Gamin и FAM, Linux Inotify и Solaris' File Events Notification system.